# Newman Street

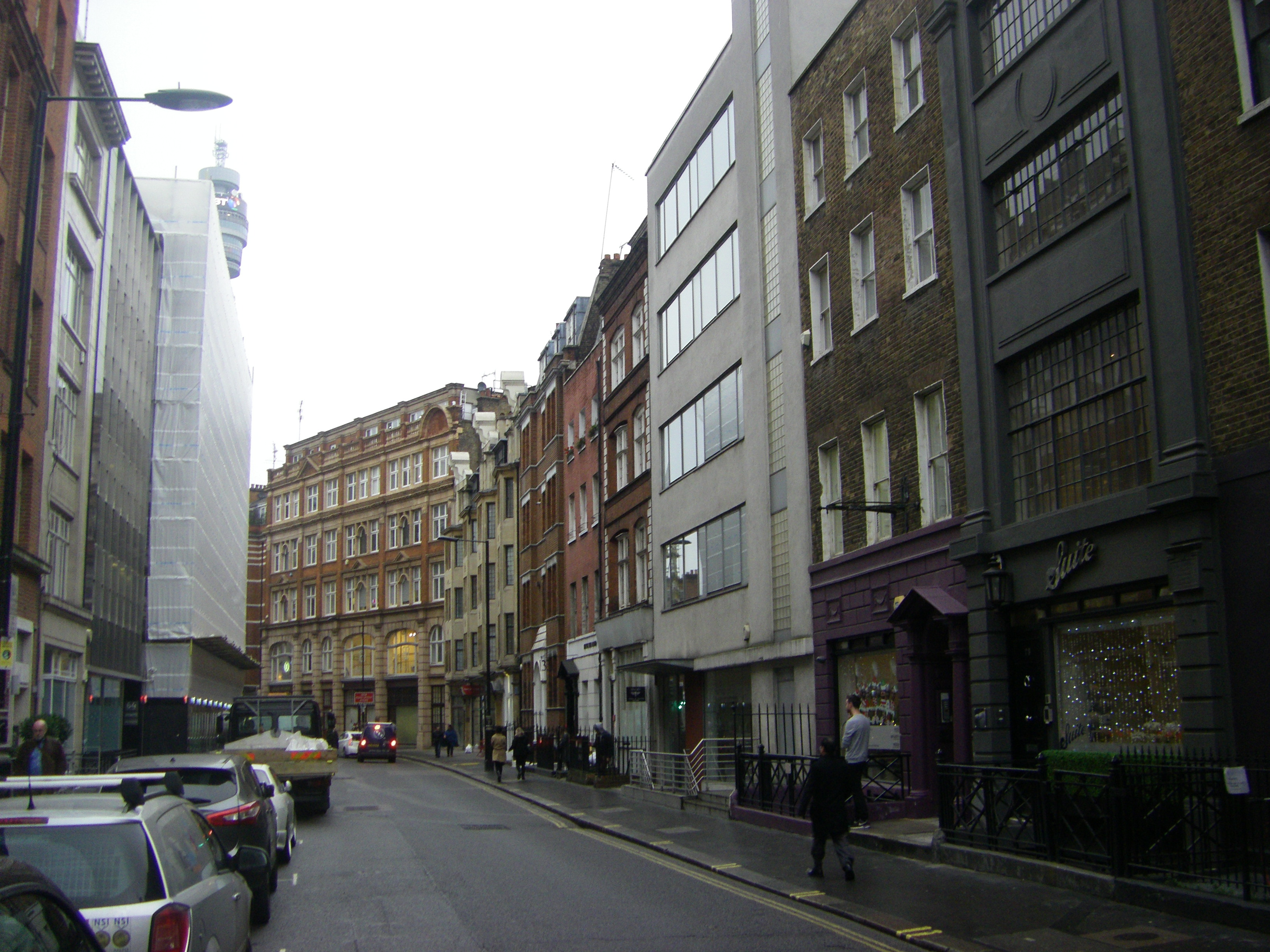
Blick in die Newman Street

Die Newman Street ist eine etwa 235 Meter lange Straße in der Londoner Nachbarschaft Fitzrovia im Stadtteil City of Westminster. Sie befindet sich zwischen der Oxford Street im Süden und der Mortimer Street im Norden. 

## Struktur
Auf der Ostseite (rechts, von Süd nach Nord) befinden sich die Nummern 1 bis 48 und auf der Westseite (links, von Nord nach Süd) die Nummern 49 bis 93. Die einzige Querstraße ist die Eastcastle Street, die am Zusammentreffen mit der Newman Street auf der Rückseite eines Gebäudekomplexes mit der Bezeichnung Quadrangle endet. Bei Nummer 26 der Newman Street befindet sich die Newman Passage, die einen Durchgang zur östlich parallel verlaufenden Rathbone Street ermöglicht.
Im Norden findet die Newman Street ihre geografische „Fortsetzung“ durch die Cleveland Street, und im Süden durch die Great Chapel Street.

## George du Maurier
Von etwa Mai 1860 bis Anfang Januar 1863 lebte der spätere Schriftsteller George du Maurier an drei verschiedenen Adressen dieser Straße, die sich alle auf der Westseite befanden. Bedingt durch seine Heirat mit Emma Wightwick bezog er mit seiner Frau am 3. Januar 1863 einen geräumigeren Wohnsitz an der Great Russell Street.